# 癌腫
癌腫（がんしゅ、英語: Carcinoma）とは、皮膚や粘膜など外界と接する身体の上皮細胞に由来する悪性腫瘍である。

## 国際疾病分類
国際疾病分類の日本語訳ではCarcinomaの訳語として、癌腫を当てており、上皮性悪性腫瘍を意味する。ただし、用語の語尾で用いられる場合は単に「〜癌」とする。
癌腫は悪性腫瘍の一種である。腫瘍は国際疾病分類のtumorの日本語訳であり、「生体内において、その個体自身に由来する細胞でありながら、その個体全体としての調和を破り、時に他から何らの制御を受けることなく、又自らの規律に従い、過剰の発育をとげる組織をいう。」と定義されている。
新生物（neoplasm）も腫瘍と同義に用いられており、良性と悪性があり、悪性新生物は癌、癌腫及び肉腫を意味する。悪性新生物は、上皮細胞性の癌腫、間質細胞性の肉腫（にくしゅ、Sarcoma）、その他（造血器由来の白血病や中皮由来の中皮腫など）に分けられる。

## 癌腫の種類

### 病理学的分類
- 腺癌 (Adenocarcinoma) は内部組織にある分泌腺組織の細胞から発生する。
一般的に放射線感受性が低く、手術療法の適応となる。例外として前立腺癌、高分化濾胞型甲状腺癌などは放射線療法の適応となる。
- 基底細胞癌 (basal cell carcinoma)  - 皮膚癌など。
- 腺様嚢胞癌 (Adenoid cystic carcinoma)  - 気管支腫瘍（気管支腺由来）、唾液腺腫瘍、特殊型乳癌など。
- 胆管細胞癌 (cholangiocarcinoma)
- 肝細胞癌 (Hepatocellular Carcinoma)
- 副腎皮質癌 (adrenocortical carcinoma)
- 燕麦細胞癌 (Oat cell carcinoma, small cell carcinoma)  - 小細胞肺がん
- 扁平上皮癌 (Squamous cell carcinoma)
舌癌、食道癌、喉頭癌、皮膚癌、子宮頸癌などに多い。
一般に放射線感受性が高く、放射線療法の適応となる。
- 腎細胞癌 (Renal cell carcinoma)

ちなみに、非小細胞肺癌 (non-small cell carcinoma) といった場合は、小細胞肺癌以外の肺癌（肺腺癌、肺扁平上皮癌、大細胞肺癌）を指す。

### 解剖学的分類
代表的な癌を示す。
- 頭頸部の癌
  - 上顎癌、（上、中、下）咽頭癌、喉頭癌、舌癌、甲状腺癌
- 胸部の癌
  - 乳癌、肺癌（非小細胞肺癌、小細胞肺癌）
- 消化器の癌
  - 食道癌、胃癌、十二指腸癌、大腸癌（結腸癌、直腸癌）、肝癌（肝細胞癌、胆管細胞癌）、胆嚢癌、胆管癌、膵癌、肛門癌
- 泌尿器の癌
  - 腎癌、尿管癌、膀胱癌、前立腺癌、陰茎癌、精巣（睾丸）癌
- 生殖器の癌
  - 子宮癌（子宮頸癌、子宮体癌）、卵巣癌、外陰癌、膣癌
- 皮膚の癌
  - 基底細胞癌、有棘細胞癌
- （原発不明がん）